# Morgan Reid
Morgan Nicole Reid (Cleveland, Ohio, Estados Unidos; 13 de junio de 1995) es una futbolista estadounidense. Juega como defensora y su último equipo fue el Orlando Pride de la National Women's Soccer League (NWSL) de Estados Unidos.

## Trayectoria
En abril de 2019, Reid fue fichada por el Orlando Pride a cambio de un turno en la cuarta ronda del draft universitario de la NWSL. Su debut profesional oficial (sin contar amistosos) ocurrió el 11 de mayo de 2019, en un partido contra el Portland Thorns FC.

## Estadísticas

### Clubes
| Club                   | País           | Año         |
| ---------------------- | -------------- | ----------- |
| Oak City United        | Estados Unidos | 2018        |
| North Carolina Courage | Estados Unidos | 2018        |
| Orlando Pride          | Estados Unidos | 2019 - 2020 |

## Palmarés

### Títulos nacionales
| Título                         | Club                   | País           | Año  |
| ------------------------------ | ---------------------- | -------------- | ---- |
| National Women's Soccer League | North Carolina Courage | Estados Unidos | 2018 |

### Títulos internacionales
| Título                           | Club                   | País           | Año  |
| -------------------------------- | ---------------------- | -------------- | ---- |
| International Champions Cup      | North Carolina Courage | Estados Unidos | 2018 |
| Campeonato Sub-17 de la Concacaf | Estados Unidos         | Guatemala      | 2012 |